# Plaza Gutiérrez (Imbabura)
Plaza Gutiérrez ist eine Ortschaft und eine Parroquia rural („ländliches Kirchspiel“) im Kanton Cotacachi der ecuadorianischen Provinz Imbabura. Die Parroquia besitzt eine Fläche von 80,13 km². Die Einwohnerzahl betrug beim Zensus im Jahr 2010 496. Die Bevölkerung besteht hauptsächlich aus Mestizen und Indigenen.

## Lage
Die Parroquia Plaza Gutiérrez liegt in den westlichen Anden im Norden von Ecuador. Das Gebiet liegt in Höhen zwischen 1590 m und 4880 m. Der Toabunche, ein Zufluss des Río Intag, fließt entlang der nördlichen Verwaltungsgrenze nach Westen. Dessen linker Nebenfluss Río Azabí fließt entlang der westlichen Verwaltungsgrenze nach Norden. Im äußersten Nordosten erhebt sich der 4880 m hohe Vulkan Cotacachi, im äußersten Südosten befindet sich der Kratersee Laguna Cuicocha. Der etwa 1930 m hoch gelegene Hauptort befindet sich 26 km westnordwestlich vom Kantonshauptort Cotacachi.
Die Parroquia Plaza Gutiérrez grenzt im Norden an die Parroquia Apuela, im Nordosten an die Parroquia Imantag, im Osten an das Municipio von Cotacachi, im Süden an die Parroquia Quiroga sowie im Westen an die Parroquias Selva Alegre (Kanton Otavalo) und Vacas Galindo.

## Orte und Siedlungen
In der Parroquia gibt es neben dem Hauptort (cabecera parroquial) folgende Comunas: Azabí del Mortiñal, San Francisco de Palo Seco und Santa Rosa. Ferner gibt es die Comunidades Buena Vista, El Gallinero, La Delicia und Tabla Chupa.

## Geschichte
Die Parroquia wurde am 9. März 1901 unter der Bezeichnung "El Calvario" gegründet. Am 24. Februar 1920 erhielt die Parroquia ihren heutigen Namen. Namensgeber war Leónidas Plaza Gutiérrez, 1901–1905 und 1912–1916 Präsident von Ecuador.

## Ökologie
Der äußerste Osten der Parroquia liegt im Nationalpark Cotacachi Cayapas.